# نشان صلیب رزمی (ارمنستان)
نشان صلیب رزمی (ارمنستان) (ارمنی: «Մարտական խաչ» շքանշան) برای شجاعت مطلق، از خودگذشتگی و مهارت در دفاع از میهن اعطا می‌شود.
دو درجه برای صلیب رزمی وجود دارد: نشان صلیب رزمی (درجه یک) و نشان صلیب رزمی (درجه دو). قانون نشان صلیب رزمی از ۲۲ آوریل ۱۹۹۴ اجرایی شده است.
نشان صلیب رزمی درجه یک اعطا می‌شود به:
- پرسنل نظامی جمهوری ارمنستان به دلیل شجاعت مطلق و شجاعت شخصی در دفاع از میهن و همچنین سایر افراد برای مشارکت قابل توجه در دفاع از کشور.
- فرماندهان ارشد نظامی جمهوری ارمنستان برای موفقیت قابل توجه در عملیات نظامی.

نشان صلیب رزمی درجه دو اعطا می‌شود به:
- پرسنل نظامی و فرماندهان ارشد جمهوری ارمنستان برای اجرای ماهرانه فرامین نظامی خویش و همچنین سایر افراد برای مشارکت قابل توجه در اجرای فرامین نظامی.
- کارمندان وزارت‌های امور داخله، امنیت ملی و گمرکات و نیز سایر افراد برای شهامت شخصی در حفظ نظم عامه.

## دریافت‌کنندگان

### درجه یک
- لئونید آزگالدیان
- آرمناک آرمناکیان
- هایک هاروتیونیان
- مانوئل گریگوریان
- گورگن دالیبالتایان
- کارن جالاویان
- کریستاپور ایوانیان
- لوون مناتساکانیان
- سیران اوهانیان
- نیکولای پاتروشف
- لئونارد پتروسیان
- سرژ سارگسیان
- ژیرایر سفیلیان
- آرکادی تر-تادئوسیان

### درجه دو
- آرتور آقابکیان
- سورن خاچاطریان
- روبن سانامیان
- هراند گریگوریان
- گورگن ملیکیان
- گوریک هاکوبیان
- میکائیل آرزومانیان
- آلبرت بازیان
- یوری خاچاتوروف
- ستراک (سیران) سارویان
- مانول یغیازاریان
- لوون مناتساکانیان

## نگارخانه

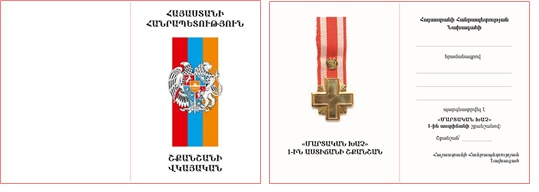
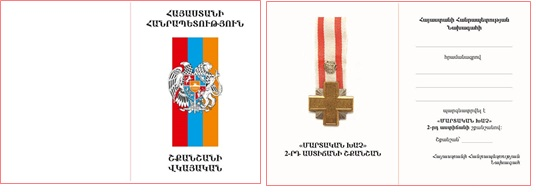
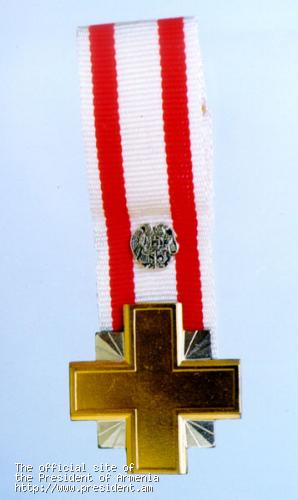
نشان صلیب رزمی (درجه یک) (Մարտական խաչ ۱-ին աստիճանի շքանշան (Հայաստան))
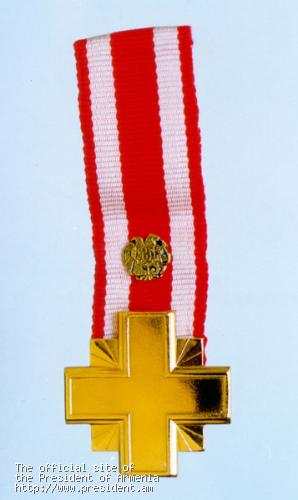
نشان صلیب رزمی (درجه دو)